# المركز الأوروبي للتطبيقات الفضائية والاتصالات
المركز الأوروبي للتطبيقات الفضائية والاتصالات السلكية واللاسلكية أو 'إسات" هو
مركز أبحاث تابعة لوكالة الفضاء الأوروبية (إسا) ويقع في الحرم الجامعي للعلوم
والابتكار والأعمال الحرم الجامعي في أوكسفوردشاير، المملكة المتحدة، وقد تم إنشاؤها في عام 2009 والتي وضعتها وكالة الفضاء الأوروبية وفقا للاتفاقيات المبرمة بين الوكالة والمملكة المتحدة في عام 2012، ومن المتوقع أن يعمل حوالي 100 موظف في وكالة الفضاء الأوروبية في هارويل بحلول عام 2015،  وستدعم الأنشطة التي تربط بين الفضاء والاتصالات، والتطبيقات المتكاملة، وتغير المناخ، والتكنولوجيا، والعلوم. سيتم بناء مبنى جديد للإيسا فقط، يتضمن مفاهيم متقدمة حول الاستدامة واستخدام مصادر الطاقة الطبيعية، في الحرم الجامعي.

## وصلات خارجية
- الموقع الرسمي
- UK Space Agency website